# رافوس (دژ)

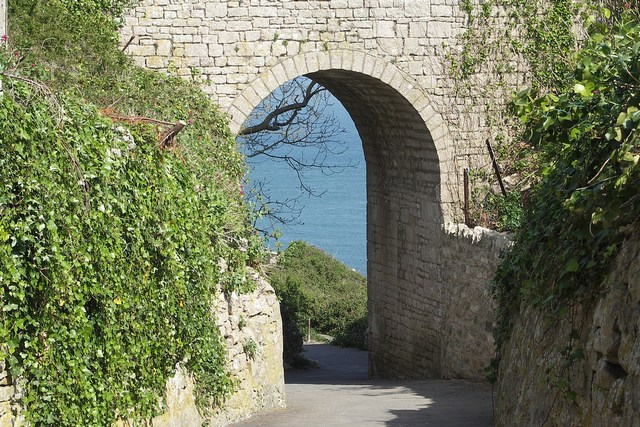
این راه طاقدار بخشی از قلعه روفوس ویران شده است.

رافوس (انگلیسی: Rufus Castle) قلعه‌ای ویران در انگلستان است.